# Kozarowicze
Kozarowicze (ukr. Козаровичі, Kozarowyczi) – wieś na Ukrainie, w obwodzie kijowskim, w rejonie wyszogrodzkim.